# Ce que murmurent les collines
Ce que murmurent les collines est un recueil de six nouvelles de Scholastique Mukasonga paru en 2014. L'autrice s'appuie sur des contes pré-coloniaux et dresse un portrait du quotidien des rwandais, de leur culture ancestrale avec en toile de fond l'histoire du pays, marquée par la colonisation belge. Certaines nouvelles font référence à son histoire personnelle avec des sujets variés : l'hydrographie, l'éducation, la religion. S'il s'agit du premier ouvrage de Scholastique Mukasonga qui n'évoque pas directement le génocide des Tutsi de 1994, les racines de cet événement majeur du XXe siècle sont néanmoins présentes en arrière-plan. À travers la recherche d'une identité perdue, l'autrice renoue avec sa culture natale dans laquelle ce sont les femmes qui « transmettent ».
Primé par la Société des gens de lettres en 2015, le recueil est favorablement accueilli par les critiques, tant pour les thèmes abordés que pour le style. Avec Ce que murmurent les collines, Scholastique Mukasonga poursuit son travail d'introspection et la diffusion d'une vision de son pays natal, tant pour les rwandais que pour les européens.

## Résumé
Ce que murmurent les collines est le premier ouvrage de Scholastique Mukasonga qui ne traite pas du génocide des Tutsi de 1994. Il est organisé autour de la tradition orale de son pays natal et s'appuie sur le travail d'historiens, en particulier celui d'Alison Des Forges,. Certaines nouvelles ont trait à des contes pré-coloniaux tandis que d'autres ont pour décor la vie quotidienne. La romancière, revendiquant une quête d'identité, inscrit son travail dans une démarche de sauvegarde de la mémoire et de transmission, démarche dont les femmes ont toujours été les garantes dans la société rwandaise : « [d]e la prime enfance à la grande adolescence, on apprend tout de la mère, c'est le grand professeur, y compris pour les garçons. Les mères sont les pivots culturels de la société. »,,.

### La Rivière Rukarara

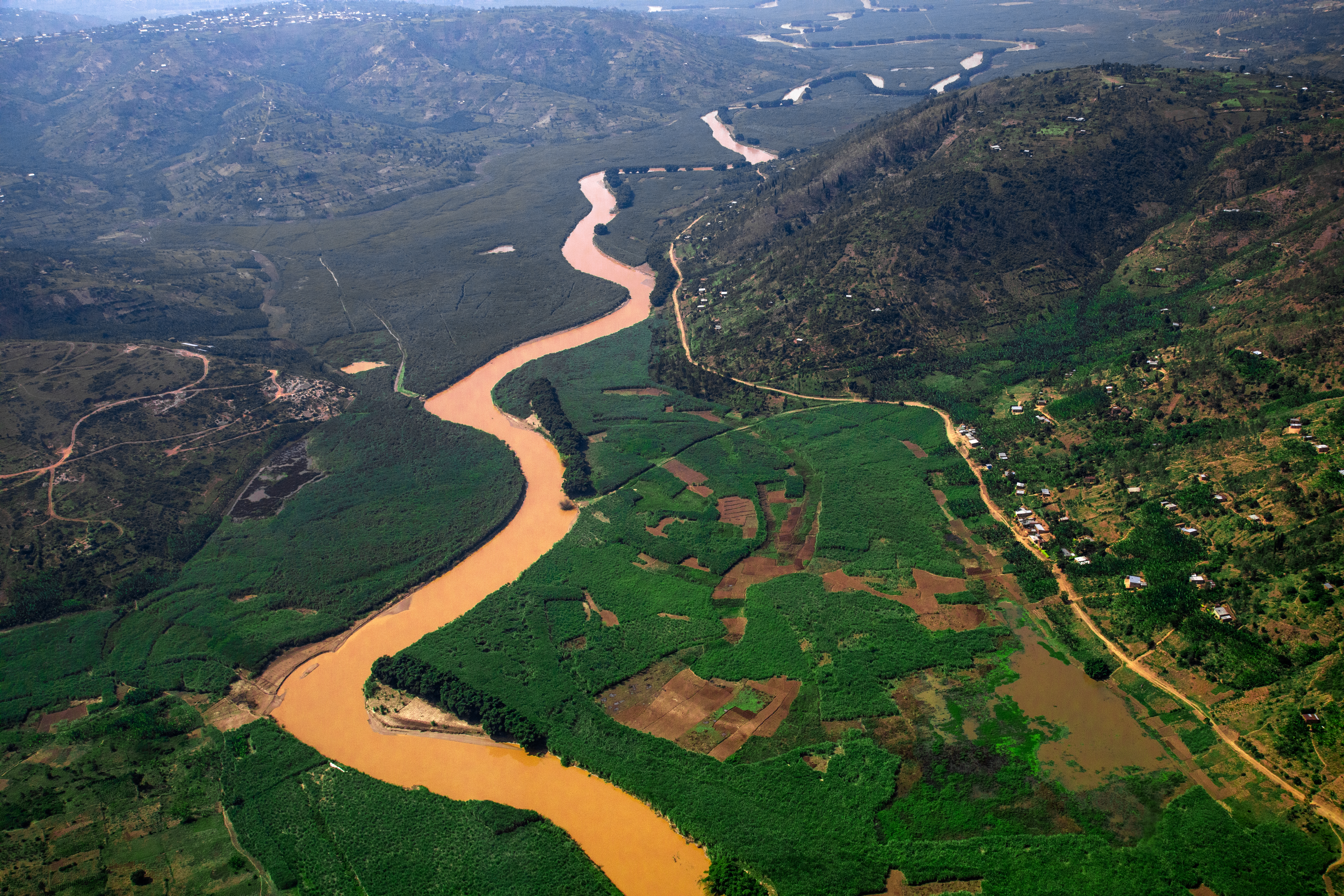
Au titre des sources de la rivière Nyabarongo figure la Rukarara – vue aérienne depuis le Parc national de Nyungwe où se trouve ce cours d'eau alimentant les mythes depuis des millénaires.

Avec pour thème principal l'acculturation, la nouvelle aborde notamment la découverte de la Rukarara — l'une des sources les plus lointaines du Nil — par Richard Kandt arrivé au Rwanda en 1898. Un mythe portant sur lesdites sources, qui remonte à la Rome antique, s'est construit autour de l'image « d’une contrée originelle, d’un paradis perdu et inaccessible » où les habitants, sortis tout droit d'une fable, joueraient le rôle d'une « race quasi primordiale qui réenchanterait l’Afrique avilie par des activités industrielles et mercantiles ». Alors qu'il n'y avait qu'un peuple rwandais, le rôle a été attribué aux Tutsi, majoritairement éleveurs, par les colons, en raison de prétendues caractéristiques physiques les distinguant (grande taille, traits fins) et entérinant, de facto, leur suprématie sur les autres nationaux. Cette construction mythique a rapidement pénétré la société rwandaise et a pris le pas sur les légendes ancestrales relatives à l'origine des Hutu, Tutsi et Twa qui avaient guidé la construction de la société « selon leurs aptitudes à chacun ». Les rwandais, de leur côté, ont aussi cultivé un mythe mais sur une autre thématique : celle des eaux guérisseuses comme le racontait la mère de l'autrice au fil de ses histoires. Scholastique Mukasonga parle ainsi de sa relation avec cette rivière qui aurait déterminé son parcours d'écrivaine. Elle oscille entre, d'une part, l'envie de revoir ce lieu qui l'a vu naître tel un symbole de la « prospérité d'antan » et, d'autre part, un déchirement profond dû au massacre de ses proches, en 1963, restés là-bas et dont les cadavres ont été jetés dans la Rukarara, tandis qu'elle et ses parents avaient été déportés vers le Bugesera à la suite de la révolution.

### Le Bois de la croix
L'autrice décrit la rencontre de deux cultures que tout oppose, celle des rwandais et celle des missionnaires européens catholiques envoyés pour évangéliser la population locale, qui ont cependant un point commun : une croix en bois sur une colline représentant pour chaque groupe un objet de vénération. Scholastique Mukasonga dépeint l'histoire de cette croix via des récits aux antipodes les uns des autres ; en filigrane, elle retrace son lien avec le lieu, symbolisé par un morceau de bois qu'elle porte comme un «  attirail de sorcière ». Derechef, l'acculturation se manifeste au travers de la brutalité des missionnaires qui décident de tailler un crucifix dans le tronc d'arbres sacrés du bois abritant le culte du kubandwa (pl) pratiqué bien avant l'arrivée des catholiques. Selon Paul Rutayisire, historien des religions, Scholastique Mukasonga veut de cette manière mettre en lumière les méthodes utilisées par les occidentaux : « tout raser, tout effacer, [faire] la chasse aux sorcières, [abattre] les arbres », en d'autres termes « faire table rase ».

### Titicarabi
Le récit s'axe sur les livres, biens rares dans l'enfance de Scholastique Mukasonga. Elle explore l'histoire du chien Titicarabi, doté de la faculté de parole, telle que contée dans un manuel scolaire distribué « parcimonieusement » par l'instituteur, mythe relégué à un simple mot dans une comptine occidentale.

### La Vache du roi Musinga

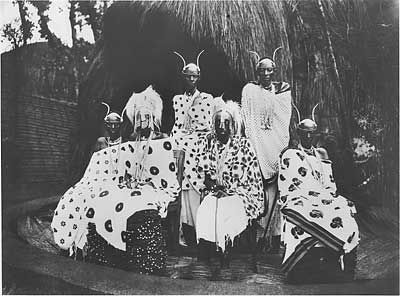
Musinga et sa famille vers 1910.

Un grand-père raconte que Musinga, le Mwami (roi du Rwanda), lui a donné une vache, animal sacré pour la population. Cependant, les Hutu prennent finalement son troupeau, dont la descendance de la « vache royale », arguant de la « demokarasi du peuple majoritaire ». Après avoir tué l'ensemble du bétail, un festin est organisé. Cette nouvelle illustre ainsi les autres massacres, à venir, qui jalonneront l'histoire contemporaine du Rwanda. En outre, Gasana Ndoba, professeur de littérature africaine comparée, explique que l'autrice réussit à démontrer les dilemmes auxquels ont fait face les rwandais au début du XXe Siècle selon les générations : d'un côté, les plus âgés, attachés aux traditions ancestrales, représentés par le grand-père et Musinga qui sera d'ailleurs déporté en 1931 par le pouvoir belge pour avoir refusé de se convertir au catholicisme ; de l'autre, les plus jeunes, tentés par les avantages procurés par l'assimilation (éducation, emploi moderne rémunéré), représentés par Mutara III qui succédera à son père en tant que premier roi baptisé du Rwanda. L'aîné termine son histoire en disant à sa petite-fille :

« Tout ce que je t’ai raconté, ce sont de vieilles histoires, qui s’y intéresserait encore aujourd’hui ? Umuhoza, enfouis-les au plus profond de ta mémoire ou jette-les au vent de l’oubli. »

### Le Malheur
L'écrit évoque les patronymes rwandais dans un pays où il n'en existe pas : les noms de famille sont attribués en fonction des circonstances de la naissance. Par le passé, les Tutsi portaient parfois des noms choisis sciemment pour leur signification « misérable » et ce afin que les enfants n'attirent pas l'attention sur eux, les parents craignant la férocité de l’Imana (Dieu),. Les patronymes représentaient alors le destin auquel le père assignait son enfant à l'instar de celui d'Anonciata, une femme voyant tous ses enfants mourir, qui vit recluse parce que son village la tient pour responsable de l'ensemble des malheurs s'abattant sur la colline.

### Un Pygmée à l'école
À Nyamata, Cyprien, un pygmée, est victime de racisme en raison de son appartenance au groupe des Mutwa. Grâce à un missionnaire allemand, il est admis à l'école mais demeure le bouc-émissaire à qui l'on parle en secret et que l'on « relègu[e] au fond de la classe » malgré ses très bonnes notes. Sa réussite scolaire lui permettra finalement de devenir un médecin spécialiste du SIDA,,.

## Réception critique
Le recueil est récompensé par le Grand prix SGDL de la nouvelle en 2015.

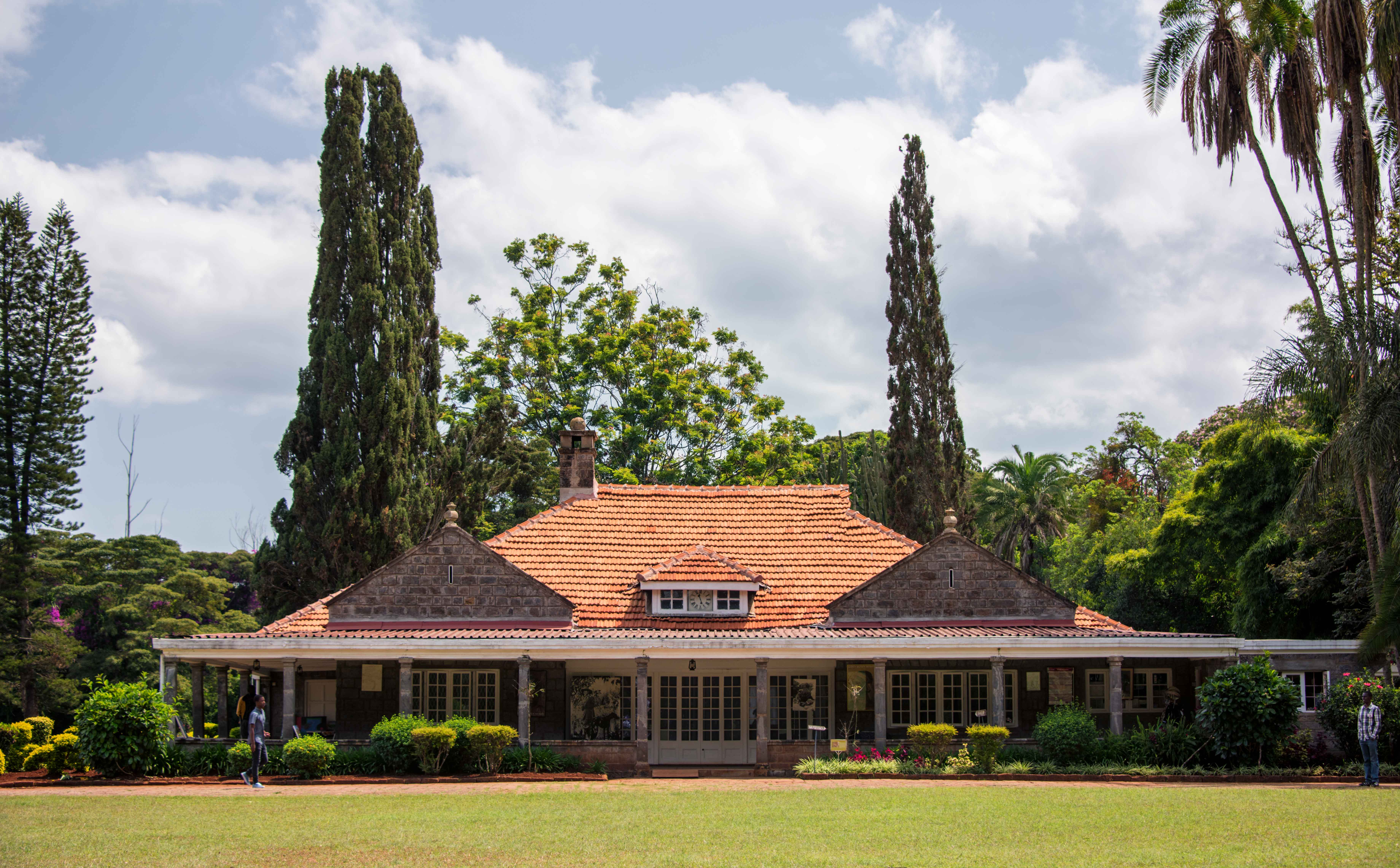
La ferme de Mbogani, située à une dizaine de kilomètres de Nairobi, où vécut la baronne Blixen.

Les critiques réservent un accueil positif à Ce que murmurent les collines. Elles relèvent que l'ouvrage célèbre le Rwanda d'antan, celui d'avant l'horreur du génocide, non sans une certaine nostalgie pour l'autrice qui fut contrainte à l'exil, où, grâce à des souvenirs d'enfance, le lecteur découvre l'histoire d'un pays fait de légendes, d'us et de coutumes ainsi que d'une certaine harmonie, teintée d'accents imaginaires,,,. Cependant, en arrière-fond de chaque nouvelle, une menace plane, sans qu'elle ne soit jamais nommée : le conflit séculaire entre les communautés,, illustré par l'exclusion, le racisme et la peur de l'autre malgré « la survie de l'espérance ». Outre le style —  dans un français fluide et sobre avec des termes en kinyarwanda — également salué,, les longues notes explicatives constituant une sorte d'épilogue permettent d'assoir le recueil dans une perspective historique et renforcent sa légitimité. L'académicienne Dominique Bona établit un parallèle entre ce recueil et La Ferme africaine de Karen Blixen : dans les deux ouvrages, ces femmes témoignent de leur amour pour l'Afrique « et d'un bonheur perdu ».

## Inscription du recueil dans l'ensemble de l'œuvre de Scholastique Mukasonga

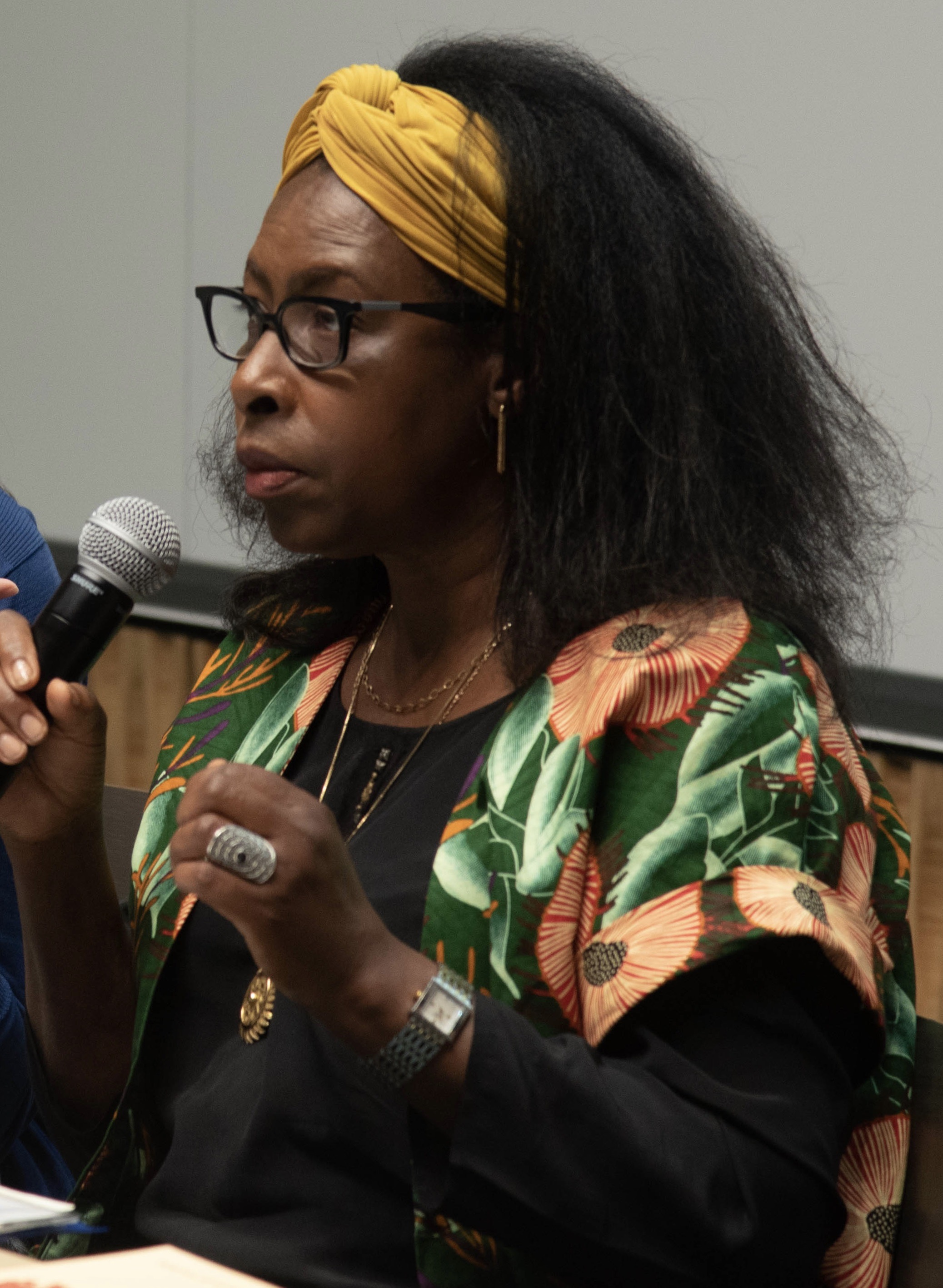
Scholastique Mukasonga en 2019.

Pour Viviane Azarian, enseignante-chercheuse en littérature et cinéma d'Afrique francophone subsaharienne, ce recueil de nouvelles est plus complexe qu'il n'y paraît : en effet, l'écriture mélange essai autographique, fiction de témoignage et nouvelle autobiographique ; il « amplifie l’écriture réflexive qui traverse l’ensemble de l’œuvre » et « donne des clefs de lecture pour les textes qui le précèdent ».
Julia Pfeiffer, doctorante travaillant sur la littérature testimoniale et mémorielle du génocide des Tutsi, indique que la quête d'identité explicitement endossée par l'autrice citant la mémoire de sa mère Stéfania, possède une caractéristique particulière qu'elle a, d'ailleurs, parfaitement intégrée : celle de l'exilée « en situation d'hybridité culturelle », c'est-à-dire se trouvant à mi-chemin entre la culture européenne et la culture africaine. De plus, la littérature de Scholastique Mukasonga s'adresse à un double public : les rwandais d'une part, les français, voire européens, d'autre part. Ceci passe notamment par son souci de restituer les différences linguistiques et culturelles entre les deux pays, d'expliciter ce qui a trait à la fiction et ce qui relève du récit historique. Selon la chercheuse, les « Notes à l'attention du lecteur curieux » constituent dès lors « un nouveau recours stylistique » illustrant la façon dont l’écrivaine « se construit un lecteur implicite ». Inspiré de la méthode universitaire, ce prolongement fournit des références consultées et des informations supplémentaires tel un « mode d'emploi ». Ce que murmurent les collines étant consacré aux us et coutumes, les notes participent de l'élaboration d'une vision du Rwanda qu'elle diffuse au fil de ses œuvres.
Nicki Hitchcott, professeur de français à St Andrews, voit dans ce recueil puis Cœur tambour, paru deux ans plus tard, une rupture dans l'écriture. Partant des travaux de Judith Lewis Herman, elle soutient que Scholastique Mukasonga est entrée dans la phase de rétablissement vis-à-vis du traumatisme qu'elle a vécu, troisième étape décrite par la psychiatre dans le processus de guérison. En effet, les deux écrits s'appuient sur les légendes traditionnelles et l'histoire du pays : ceci illustre la « récupération » de ce qui a été perdu, à savoir le Rwanda pré-génocide et la possibilité de relier passé, présent et futur dans une logique de re-connexion de l’individu avec sa communauté. Les deux livres font aussi écho au nouveau récit national qui passe par l'agaciro incluant la ré-appropriation et la promotion de l'héritage culturel commun.

## Éditions
- Ce que murmurent les collines : nouvelles rwandaises, Paris, Gallimard, coll. Continents noirs, 2014, 139 p.  (ISBN 978-2-07-014538-6) ; réédition en 2015, coll. Folio, 173 p.  (ISBN 978-2-07-046308-4).